# Emilio Delle Piane
Emilio Delle Piane (* 6. Juli 1938 in Lavagna; † 17. März 2014 ebenda) war ein italienischer Jurist und Schauspieler.

## Leben
Delle Piane erwarb 1963 einen Abschluss in Rechtswissenschaften und arbeitete einige Zeit als Anwalt, während er als Nebenbeschäftigung als Darsteller in Fotoromanen mitwirkte. 1966 erhielt er von Carlo Lizzani ein Angebot für dessen Film Svegliato e uccidi, dem er eine Reihe von Fernsehengagements wie für Sandro Bolchis Le mie prigioni 1968 oder Rollen in Serien wie bei Processi a porte aperte aus demselben Jahr unter der Regie von Lydia C. Ripandelli folgen ließ. Bis Ende der 1970er Jahre spielte er auch in rund zwanzig Kinofilmen meist komödiantischer Art sympathische Rollen, bis er sich wieder auf seine Arbeit als Anwalt in seiner eigenen Kanzlei in Chiavari konzentrierte und nur noch zu Gastauftritten auf den Bildschirm zurückkehrte, so 1986 für eine Episode von Quando arriva il giudice, oder für Filme wie Nello Rossatis Il giorno del giudizio 1994.

## Filmografie (Auswahl)
- 1966: Feuertanz (Svegliati e uccidi)
- 1969: Die im Dreck krepieren (Gott mit uns - Dio e con noi)
- 1970: Der Tod sagt Amen (Arizona si scateno… e li fece fuori tutti!)
- 1971: Vier Fäuste für ein Halleluja (…continuavano a chiamarlo Trinità)
- 1976: Zwei außer Rand und Band (I due superpiedi quasi piatti)
- 1978: Der Aufstieg des Paten (Corleone)
- 1978: Die große Offensive (Il grande attacco)
- 1994: Il giorno del giudizio